# Poecilasthena inhaesa
Poecilasthena inhaesa är en fjärilsart som beskrevs av Louis Beethoven Prout 1934. Poecilasthena inhaesa ingår i släktet Poecilasthena och familjen mätare. Inga underarter finns listade i Catalogue of Life.